# Journey through the Decade
"Journey through the Decade" là đĩa đơn thứ ba mươi của ca sĩ người Nhật Bản Gackt và là bài hát đầu tiên được thể hiện cho Kamen Rider Decade. Trong ngày đầu tiên phát hành, nó đã bán được 15,000 bản và xếp vị trí thứ 2 trên Bảng xếp hạng Hằng nhật Oricon. Bằng việc phát hành đĩa đơn kế thừa của nó, "The Next Decade", "Journey through the Decade" đã bán được 94,000 bản.

## Miêu tả
Đây là bài hát chủ đề mở đầu cho Kamen Rider Series 2009 Kamen Rider Decade. Nó phát hành một CD đơn và một CD đi kèm với một DVD.

## CD
1. "Journey through the Decade"
2. "J.t.D. Re-Mix RIDE"Distort""
3. "J.t.D. Re-Mix RIDE"Symphony""
4. "Journey through the Decade" (nhạc cụ)

## DVD
1. Nhạc phim "Journey through the Decade"

## Xếp hạng
| Phát hành           | Bảng xếp hạng                      | Vị trí cao nhất | Tổng số bán được |
| ------------------- | ---------------------------------- | --------------- | ---------------- |
| 25 tháng 3 năm 2009 | Xếp hạng Đĩa đơn Hàng nhật Oricon  | 1               | 15,441           |
| 1 tháng 4 năm 2009  | Xếp hạng Đĩa đơn Hàng tuần Oricon  | 2               | 51,666           |
| 25 tháng 4 năm 2009 | Xếp hạng Đĩa đơn Hàng tháng Oricon | 4               | 89,865           |